# Siegfried Poblotzki
Siegfried Poblotzki (* 13. Mai 1917 in Pleystein; † 18. November 1997) war ein Drogist, Kfz-Elektriker, Unternehmer, Grafiker, Kunstmaler und Heimatforscher.

## Leben

### Berufsleben
Siegfried Poblotzki machte zunächst eine Lehre zum Bader und Friseur.
Nach dem Zweiten Weltkrieg machte er eine Ausbildung zum Drogisten.
Er arbeitete im Gemischtwarenladen seiner Eltern mit.
1948 übernahm er das Geschäft und wandelte es in eine Drogerie um.
1972 verstarb sein Schwiegervater Fritz Walcher. Daraufhin wurde 1972 die Drogerie geschlossen. Siegfried Poblotzki übernahm zusammen mit seiner Frau Maria die Autoelektrik- und Ankerwickeleifirma seines Schwiegervaters in Weiden. Um dieser neuen Aufgabe gerecht zu werden, machte Siegfried Poblotzki eine Ausbildung zum Kfz-Elektriker. 1975 bestand er im Alter von 58 Jahren die Gesellenprüfung.

### Familie
Am 29. Februar 1947 heiratete Siegfried Poblotzki Maria Walcher, Tochter von Fritz Walcher.
Das Ehepaar bekam eine Tochter Maria.

### Tätigkeiten als Heimatforscher
Für seine Arbeiten als Heimatkundler durchforstete Siegfried Poblotzki die Archive in Amberg, München, Wien und Prag.
Als Ergebnis dieser Forschungen schrieb er ausführliche Chroniken über Pleystein, Moosbach und Waidhaus.
Außerdem schrieb er mehr als 150 Artikel zur Heimatgeschichte in verschiedenen Zeitschriften und zahlreiche Festschriften.
Sendungen des Bayerischen Rundfunks zu diesen Themen wurden von ihm als freier Mitarbeiter betreut.

### Archäologische Arbeiten
Durch zahlreiche Funde konnte Poblotzki die steinzeitliche Besiedelung der Oberpfalz nachweisen.
Zu diesen Funden zählt die Entdeckung der Hallstattgräber bei Lohma sowie die Funde steinzeitlicher Werkzeuge im Tal der Pfreimd.

### Hobby: Malerei
In seiner Freizeit widmete sich Siegfried Poblotzki der Malerei.
Er fertigte Skizzen, Aquarelle und Ölgemälde in verschiedenen Stilrichtungen wie z. B. Naturalismus, Impressionismus und Kubismus.
Siegfried Poblotzki war seit 1950 Mitglied des Berufsverbandes Bildender Künstler in Nürnberg.
Eine Ausstellung seiner Werke findet sich im Pleysteiner Stadtmuseum.

### Auszeichnungen
- 1977 Bürgermedaille von Pleystein
- 1978 Medaille des Bundesverdienstordens
- 1979 Landkreismedaille
- 1982 Medaille „Für vorbildliche Heimatpflege“ des Bayerischen Landesverbandes für Heimatpflege
- 1996 Kulturpreis des Landkreises Neustadt für besonderen Verdienste um das Kunst- und Kulturleben

### Rezeption
Das Stadtmuseum Pleystein richtete 2007 eine ständige Ausstellung zum Leben und Werk von Siegfried Poblotzki ein.

## Werke
- Moosbach. Chronik des Marktes und des ehemaligen Gerichtsbezirks Treswitz. Verlag: Moosbach : Markt Moosbach (1971)
- Geschichte der Grenzlandgemeinde Markt Waidhaus. Verlag: Waidhaus, Verlag Markt Waidhaus (1979)
- Geschichte der Herrschaft, der Stadt und der Pfarrei Pleystein. Verlag: Stadt Pleystein (1980)
- Geschichte des Marktes Moosbach. Verlag: Markt Moosbach (1982)
- 50 Jahre Kreishandwerkerschaft Nordoberpfalz 1934 bis 1984 Verlag: Weiden Oberpfälzer Nachrichten 1984
- 175 Jahre Kreuzberg-Kirche Pleystein. 1814-1989. Verlag: Pleystein : Verlag Pfarrei Pleystein, (1989)
- 125 Jahre Freiwillige Feuerwehr der Stadt Weiden i. d. OPf. 1861 bis 1986. Festschrift mit Festprogramm vom 18. Juli bis 20. Juli 1986, herausgegeben von der Freiwilligen Feuerwehr i. d. OPf. Verlag: Erschienen in Weiden in der Oberpfalz beim Selbstverlag der Freiwilligen Feuerwehr Weiden, im Jahre 1986